# Delft Hoog
Delft Hoog is een flatgebouw, dat naast het winkelcentrum De Hoven Passage staat in de plaats Delft, in de Nederlandse provincie Zuid-Holland. Het gebouw staat op de hoek van de Papsouwselaan en de Martinus Nijhofflaan, heeft een hoogte van 83 m en is daarmee een van de hoogste gebouwen van Delft.
Het was voorheen een kantoorgebouw, met de naam Torenhove. Het gebouw werd, toen het hele gebied na 2017 ingrijpend werd veranderd en er aan beide kanten van de Martinus Nijhofflaan meer flats werden gebouwd, omgebouwd om het voor huisvesting geschikt te maken. De naam werd per 1 januari 2020 van Torenhove gewijzigd naar Delft Hoog.